# 神功開宝

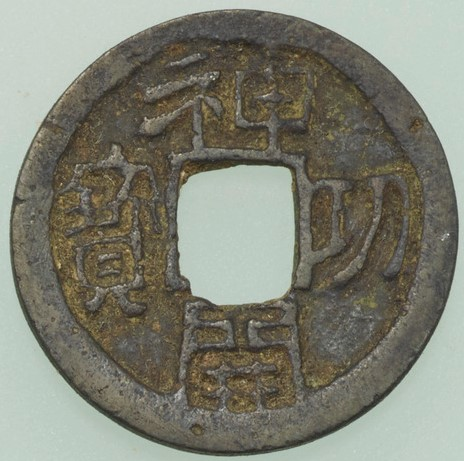
神功開宝（東京国立博物館所蔵）

神功開宝（神功開寳、じんぐうかいほう／じんこうかいほう）は、765年（天平神護元年）から、日本で鋳造、発行された銭貨。皇朝十二銭の3番目に発行された貨種である。

## 始鋳と流通
独立行政法人造幣局の資料によると、神功開宝の始鋳年は天平神護元年（765年）、材質は銅、量目3.75g、直径22.5-25.5mm、銅分75.17%である。
『続日本紀』によると神功開宝は天平神護元年9月8日に発行された。万年通宝の発行が藤原仲麻呂によって推進された政策であったことから、神功開宝の発行には仲麻呂を倒して政権を握った称徳天皇・道鏡の意向が関与をした（仲麻呂による一連の政策を否定したもの）との説もある。
先に発行された万年通宝も和同開珎と新旧で銭貨が併行する状況下で発行され、神功開宝の発行で3種の銭貨が同時に流通することとなったため混乱を極めた。その対策として宝亀3年（772年）に和同開珎の流通を禁止して神功開宝を万年通宝と同価値としたが、結局、宝亀10年（779年）に和同開珎を含めた3種の銭貨を同価値とした。
なお、この神功開宝は、最北で北海道知床半島のチャシコツ岬上遺跡（斜里町）でも出土している。9世紀の土層から出土しており、皇朝十二銭自体は、北海道内での出土事例は他にもあるが、オホーツク文化圏の遺跡からの出土は初であり、擦文文化経由とみられ、遠隔地との交易できるステータスを示す威信財として使われた可能性が示唆されている。